# 阿鲁 (中书右丞)
阿鲁（？—1342年），元朝大臣，元顺帝时中书参知政事。
至顺元年（1330年）典瑞院使阿鲁等人出使高丽，册封高丽世子王祯为开府仪同三司、征东行省左丞相、高丽国王。至元六年（1340年）担任中书参知政事。当时左丞相伯颜专权，垄断朝政。只有他和世杰班是元顺帝的亲信。元顺帝想要除去伯颜，阿鲁和脱脱、世杰班定计将伯颜废除。至正元年（1341年），四月，元顺帝任命中书右丞铁木儿塔识为中书平章政事，中书左丞阿鲁为右丞，参知政事许有壬为左丞。至正二年（1342年），十二月，阿鲁、秃满答儿等，计划谋杀右丞相脱脱，伏诛。